# Arturo Pablo Ros Murgadas

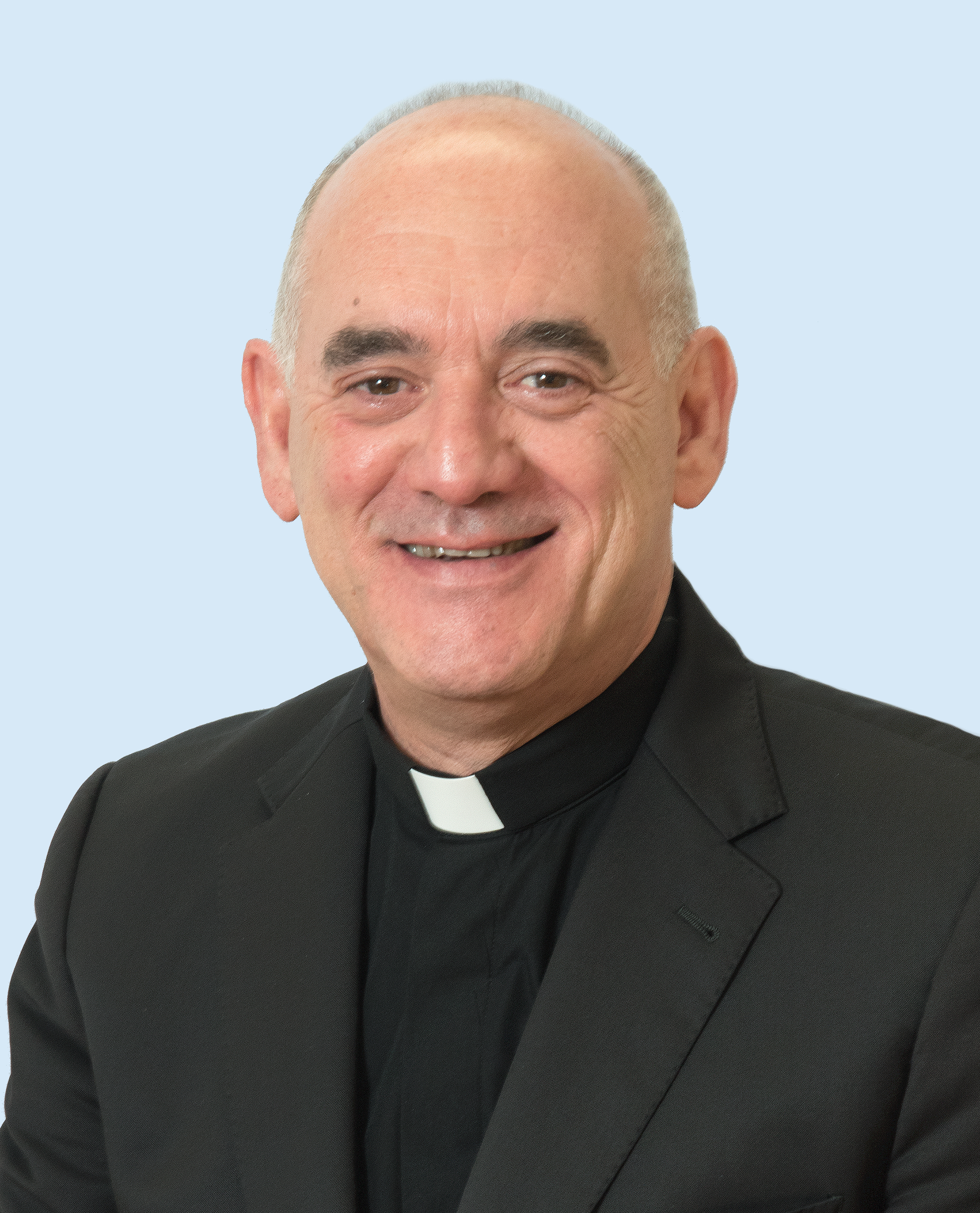
Arturo Pablo Ros Murgadas, 2023

Wappen als Weihbischof

Arturo Pablo Ros Murgadas (* 10. Juni 1964 in Vinalesa) ist ein spanischer Geistlicher und römisch-katholischer Bischof von Santander.

## Leben
Arturo Pablo Ros Murgadas empfing am 29. Juni 1993 das Sakrament der Priesterweihe für das Erzbistum Valencia.
Am 27. Juni 2016 ernannte ihn Papst Franziskus zum Titularbischof von Ursona und zum Weihbischof in Valencia. Der Erzbischof von Valencia, Antonio Kardinal Cañizares Llovera, spendete ihm am 3. September 2016 in der Kathedrale von Valencia die Bischofsweihe. Mitkonsekratoren waren der Erzbischof von Madrid, Carlos Osoro Sierra, und Esteban Escudero Torres, Weihbischof in Valencia.
Papst Franziskus ernannte ihn am 31. Oktober 2023 zum Bischof von Santander. Die Amtseinführung fand am 16. Dezember desselben Jahres statt.